# Соковнин, Михаил Алексеевич
Михаи́л Алексе́евич Соковни́н (18 октября 1863 — 1943, Москва) — русский и советский военачальник, генерал-лейтенант (с 1915). Из рода Соковниных. Участник военных действий в Китае 1900—1901 гг., русско-японской 1904—1905 гг. и Первой мировой войн.

## Биография
- Окончил 1-й кадетский корпус.
- 1 сентября 1882 — Поступил на военную службу.
- 1885 — Окончил Михайловское артиллерийское училище, выпущен подпоручиком в конный взвод 5-й резервной артиллерийской бригады.
- 12 августа 1887 — Поручик.
- 1892 — Окончил Николаевскую академию Генерального Штаба (по 1-му разряду).
- 6 мая 1892 — Штабс-капитан. Отбывал лагерный сбор при Петербургском ВО.
- Назначен состоять при штабе Приамурского Военного Округа.
- 17 февраля 1893 — Обер-офицер для поручений при штабе Приамурского Военного Округа.
- 1893—1894 — заведующий Николаевской библиотекой.
- 17 апреля 1894 — Капитан.
- 14 августа 1897 — Исполняющий должность старшего адъютанта штаба Приамурского Военного Округа.
- 4 января 1897 — Цензовое командование ротой в 3-м Восточно-Сибирском линейном батальоне.
- 10 ноября 1897 — Штаб-офицер для поручений при штабе Приамурского Военного Округа.
- 5 апреля 1898 — Подполковник.
- 1900—1901 — Участвовал в Китайском походе.
- 1 мая 1900 — Командир батальона 6-го Восточно-Сибирского стрелкового полка.
- 3 мая 1901 — В распоряжении командующего войсками Приамурского Военного Округа.
- 14 апреля 1902 — Полковник.
- 1904—1905 — Участник русско-японской войны 1904—1905.
- 9 марта 1904 — В распоряжении Наместника на Дальнем Востоке.
- 6 сентября 1905 — В распоряжении главнокомандующего на Дальнем Востоке.
- 23 февраля 1907 — Консул в Гирине.
- 13 апреля 1908 — Генерал-майор (за отличие).
- 6 октября 1910 — В распоряжении начальника Генштаба.
- 17 октября 1910 — Командир 1-й бригады 3-й Сибирской стрелковой дивизии.
- 2 мая 1913 — Командир 1-й бригады 27-й пехотной дивизии.

### Первая мировая война
- 8 февраля 1914 — Генерал для поручений при командующем войсками Виленского Военного Округа.
- 6 сентября 1914 — Начальник штаба XXVI армейского корпуса.
- 8 января 1915 — Начальник 25-й пехотной дивизии.
- 23 сентября 1915 — Начальник штаба 2-я армия (Российская империя)2-й армии.
- 30 сентября 1915 — Генерал-лейтенант.
- 31 октября 1916 — Командующий XXXVIII армейским корпусом.
- 22 апреля 1917 — Командующий 1-й армией в Эстляндии.
- 30 июля 1917 — Командующий 8-й армией Румынского фронта. Во время выступления генерала Л. Г. Корнилова выпустил руководство армией из рук.
- 17 октября 1917 — В резерве чинов при штабе Московского Военного Округа.

### В Красной Армии
- 1918 — Добровольно вступил в РККА.
- Начальник Штаба Наркома по военным делам Украины.
- Главный инспектор Военно-Морской инспекции при РВСР.
- Помощник начальника Всероглавштаба.
- 1931 — Преподавал военное дело в 1-м Московском университете.

Скончался в Москве. Похоронен на Новодевичьем кладбище.

## Награды
- Орден Святого Станислава III степени (1893)
- Орден Святой Анны III степени (1896)
- Орден Святого Станислава II степени (1899)
- Орден Святой Анны II степени (1900)
- Орден Святого Владимира IV степени (1902)
- Орден Святого Владимира III степени (26.11.1904)
- Орден Святого Станислава I степени (06.12.1912)
- Орден Святой Анны I степени (1914)
- Орден Святого Владимира II степени (1916)
- Орден Белого орла (1917)